# Profumo di classe
Profumo di classe è un musical andato in onda sulla Rai nel 1979 diretto da Giorgio Capitani. Il musical è ispirato al Pigmalione di George Bernard Shaw.
Nel cast Aldo Maccione, Ombretta Colli, Teo Teocoli ed Erika Blanc. Regia di Giorgio Capitani. Musiche di Piero Umiliani.

## Trama
Casimiro è un barbone che vive di espedienti e piccoli furti. Un giorno deruba in metropolitana Laura, giovane e brillante docente universitaria di semiologia, la quale sostiene che ciascun uomo è frutto dell'ambiente da cui proviene; tesi contestata dal fidanzato Gianni, che proviene da una famiglia ricca. Quando Casimiro viene arrestato e portato in facoltà per essere studiato come esempio del degrado umano, Laura lo riconosce e, ancora arrabbiata per il furto subito, lo caccia. Tornato a casa, Casimiro trova la compagna Titina che lo lascia per un altro uomo, accusandolo di essere una nullità. Colpito da questa frase, innamorato della sua donna, Casimiro si presenta allora a casa di Laura per chiederle di essere trasformato in una persona normale allo scopo di riconquistare la sua amata. Laura e le sue studentesse accettano la sfida malgrado il parere contrario di Gianni: inizia la rieducazione di Casimiro, che viene lavato, rivestito e abituato a parlare e mangiare in pubblico.
Gradualmente Casimiro si fa apprezzare dalle conoscenze di Laura, suscitando la gelosia di Gianni, che, dopo una serata in un ristorante famoso in cui Casimiro si rende simpatico alla loro comitiva, litiga con la fidanzata e la lascia. Sconvolta, Laura ritorna a casa con Casimiro: sulla strada viene fermata da una banda di teppisti che la vogliono rapinare, ma Casimiro, che resta comunque un uomo di strada, mette in fuga i rapinatori e la salva. Laura si accorge quindi di provare un sentimento per lui. Laura, per la prova finale, manda Casimiro in una riunione importante di produttori di petrolio, nella quale, per un equivoco, si fa apprezzare dal presidente di una compagnia petrolifera che lo lancia nel mondo internazionale degli affari. Tornata da un convegno a Parigi, Laura scopre che Casimiro è diventato un oratore apprezzato in tutto il mondo e non riesce più a vederlo. Dopo una telefonata con Laura e un incontro andato a monte per un suo impegno sopravvenuto, Casimiro capisce di amare Laura: scappa quindi in modo plateale dall'ennesimo convegno e torna nella sua vecchia baracca, dove trova Laura che lo aspetta.

## Interpreti e personaggi
- Ombretta Colli: Laura
- Aldo Maccione: Casimiro
- Erika Blanc: Titina
- Teo Teocoli: Gianni
- Guido Alberti
- Irene Aloisi
- Bentley Bosco
- Antonella Cancellieri
- Alida Cappellini
- Sandra Dal Sasso
- Almina De Sanzio
- Sergio Doria
- Paolo Fiorino
- Adriana Innocenti
- Marina Hedman
- Renzo Marignano
- Vanni Materassi
- Renato Montalbano
- Anny Papa
- Gino Ravazzini
- Ettore Ribotta
- Livia Romano
- Linda Sini